# PNC Park
Le PNC Park est un stade de baseball situé dans le quartier de North Shore près du Heinz Field et du Roberto Clemente Bridge au bord de la rivière Allegheny en face du centre des affaires de Pittsburgh en Pennsylvanie.
Depuis 2001, c'est le domicile d'une équipe de baseball de la Ligue majeure de baseball évoluant dans la division Centrale de la Ligue nationale, les Pirates de Pittsburgh. Sa capacité est de 38 747 places dont 2 900 sièges de club, 65 suites de luxes et 4 owner suites.

## Histoire
Dans les années 1990, beaucoup d'équipes ont commencé à bâtir de nouvelles enceintes afin de dégager des revenus additionnels. Les Pirates exigeaient qu'un nouveau stade de baseball soit construit sinon ils se déplaceraient dans une autre ville. Les architectes ont commencé à tracer des plans pour un terrain qui serait semblable aux précédents de l'équipe comme le Three Rivers Stadium et le Forbes Field. Le projet fut approuvé pour un coût total de $262 millions de dollars ($237 millions pour la construction, $25 millions de dollars pour l'acquisition du terrain) et le chantier débuta le 14 avril 1999. Le stade a été financé par des fonds publics après un long débat politique. Le maire Tom Murphy avait à l'origine proposé une augmentation des taxes à l'achat pour payer la construction du PNC Park et du Heinz Field, mais cette proposition a été rejetée par un référendum. Le maire Murphy a modifié le plan de financement, appelé « Plan B ». La banque locale Pittsburgh National Bank acheta les droits d'appellation pour $30 millions de dollars sur 20 ans. Le parc est inauguré le 31 mars 2001 lors d'un match amical entre les Pirates et les Mets de New York.
Les Pirates de Pittsburgh ont joué leur premier match de championnat à domicile le 9 avril 2001 contre les Reds de Cincinnati. De l'extérieur, le Park ressemble à un stade de baseball classique des années passées. En dehors du PNC Park se trouvent des statues de Honus Wagner et de Roberto Clemente.
Le 11 juillet 2006 il a accueilli le 77e Match des étoiles de la Ligue majeure de baseball.
Le PNC Park est un lieu de tournage du film "identité secrète " avec Taylor Lautner et Lily Collins 

## Description
D'une capacité de 38 747 places, le PNC Park est le cinquième plus petit stade de la MLB après le McAfee Coliseum (34 077 places) de Oakland. Les sièges du stade sont répartis sur seulement deux niveaux. Les sièges de club sont situés sur la section inférieure de la tribune supérieure; et la tribune de presse est située au-dessus de la tribune supérieure. Les suites de luxe sont coincées entre les deux plates-formes inférieures et supérieures. La barrière du champ droit mesure 21 pieds (6,4 mètres), en l'honneur de Roberto Clemente qui a porté le numéro 21. Le tableau d'affichage video de 12,8 mètres par 7,3 mètres est situé derrière les gradins dans le champ gauche.
Le PNC Park a beaucoup d'agréments qui ne pourraient pas être trouvés au Three Rivers Stadium. Ils incluent le Outback Steakhouse, situé au-dessus des gradins dans le champ gauche, avec un party deck qui donne sur le terrain de jeu, la ville et le Pirates Hall of Fame (temple de la renommée des Pirates). Pendant les matchs se déroule la Great Pierogi Race (course de mascottes). Le PNC Park a deux aires de restauration raffinées : Smorgasburgh qui offre des articles populaires d'une partie des restaurants préférés de la Pennsylvanie occidentale et Pop's Plaza (nommé d'après le surnom de Willie Stargell), qui offre une nourriture plus traditionnelle. D'autres secteurs incluent des magasins le long de General Robison Street tels que Vincent's Pizza et Atria's Restaurant qui sont accessibles de l'intérieur et de l'extérieur du stade. Le Roberto Clemente bridge est un pont à côté du PNC Park qui est fermé les jours de match pour permettre à des supporters de traverser le fleuve pour atteindre le PNC Park.
Selon un classement ESPN, il serait le meilleur stade de la MLB.

## Évènements
- Match des étoiles de la Ligue majeure de baseball 2006, 11 juillet 2006

## Dimensions
- Left Field (Champ gauche) — 325 pieds / 99 mètres
- Left-Center — 389 ' / 118,5 m
- Deep Left-Center Field — 410 ' / 125 m
- Center Field (Champ central) — 399 ' / 122 m
- Right-Center — 375 ' / 114 m
- Right Field (Champ droit) — 320 ' / 97,5 m

## Galerie

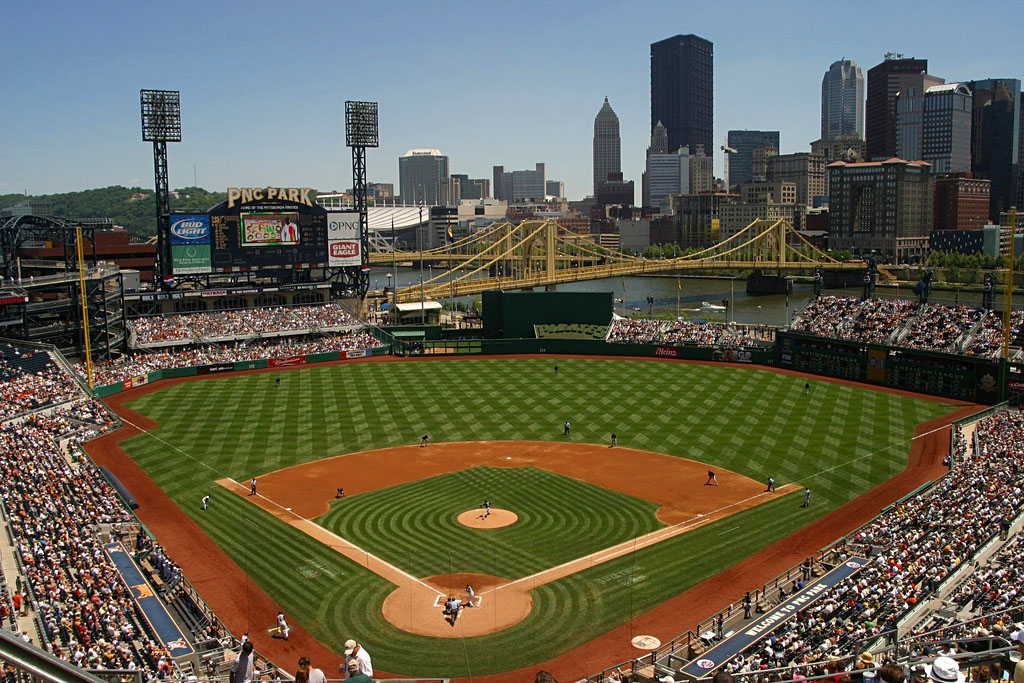
Mets contre Pirates (2005)
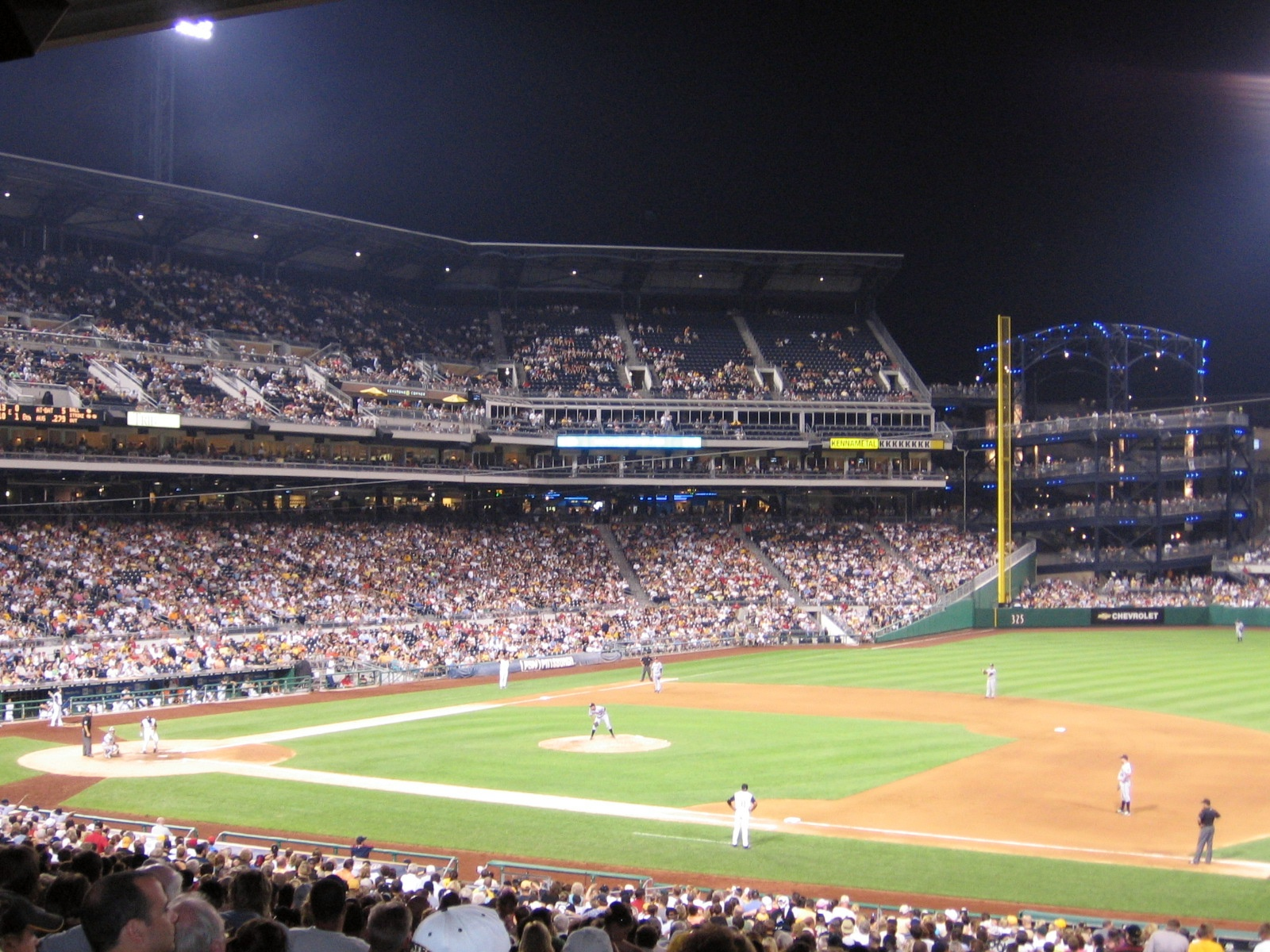
PNC Park (2006)
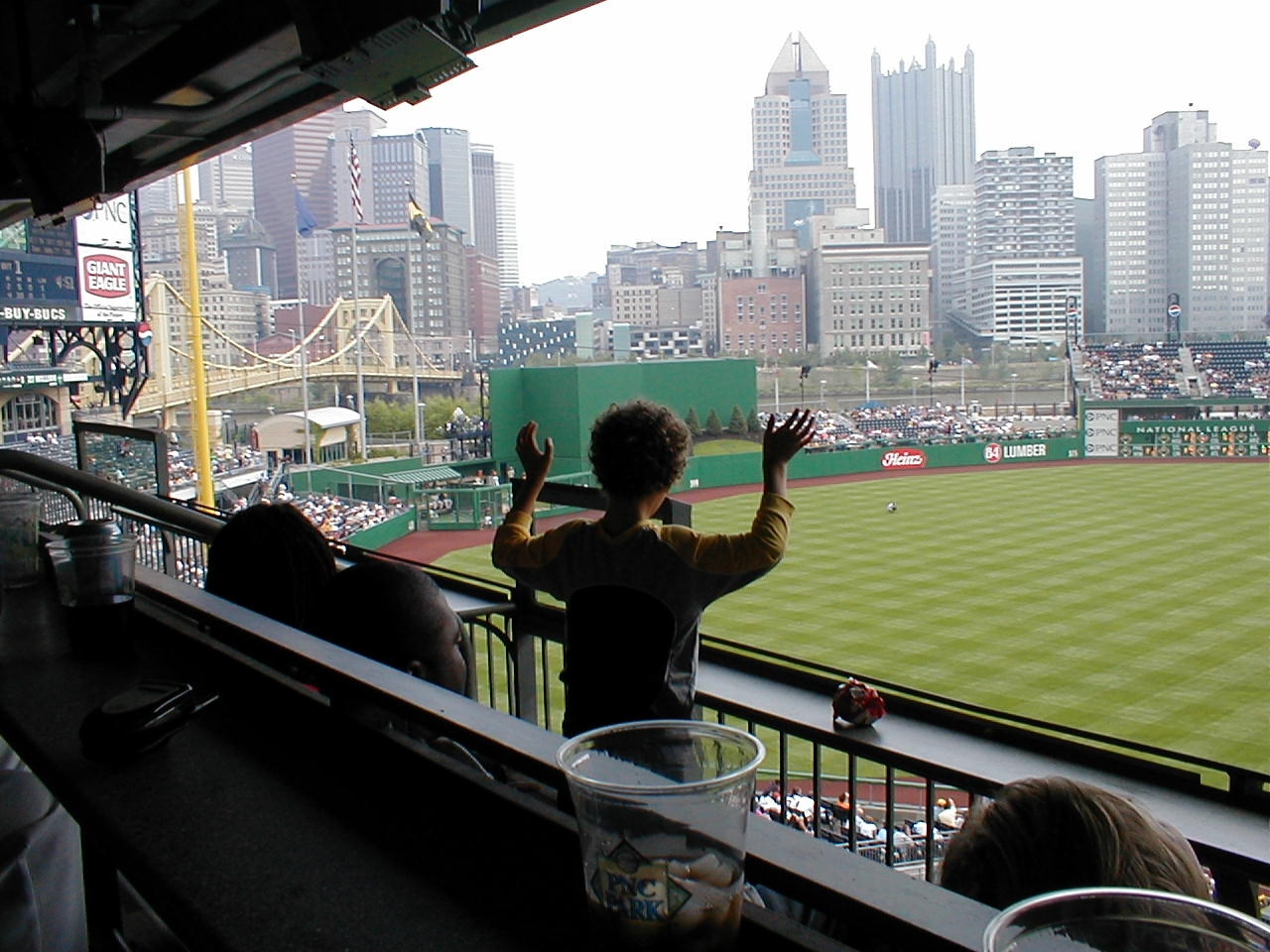
Depuis une suite de luxe
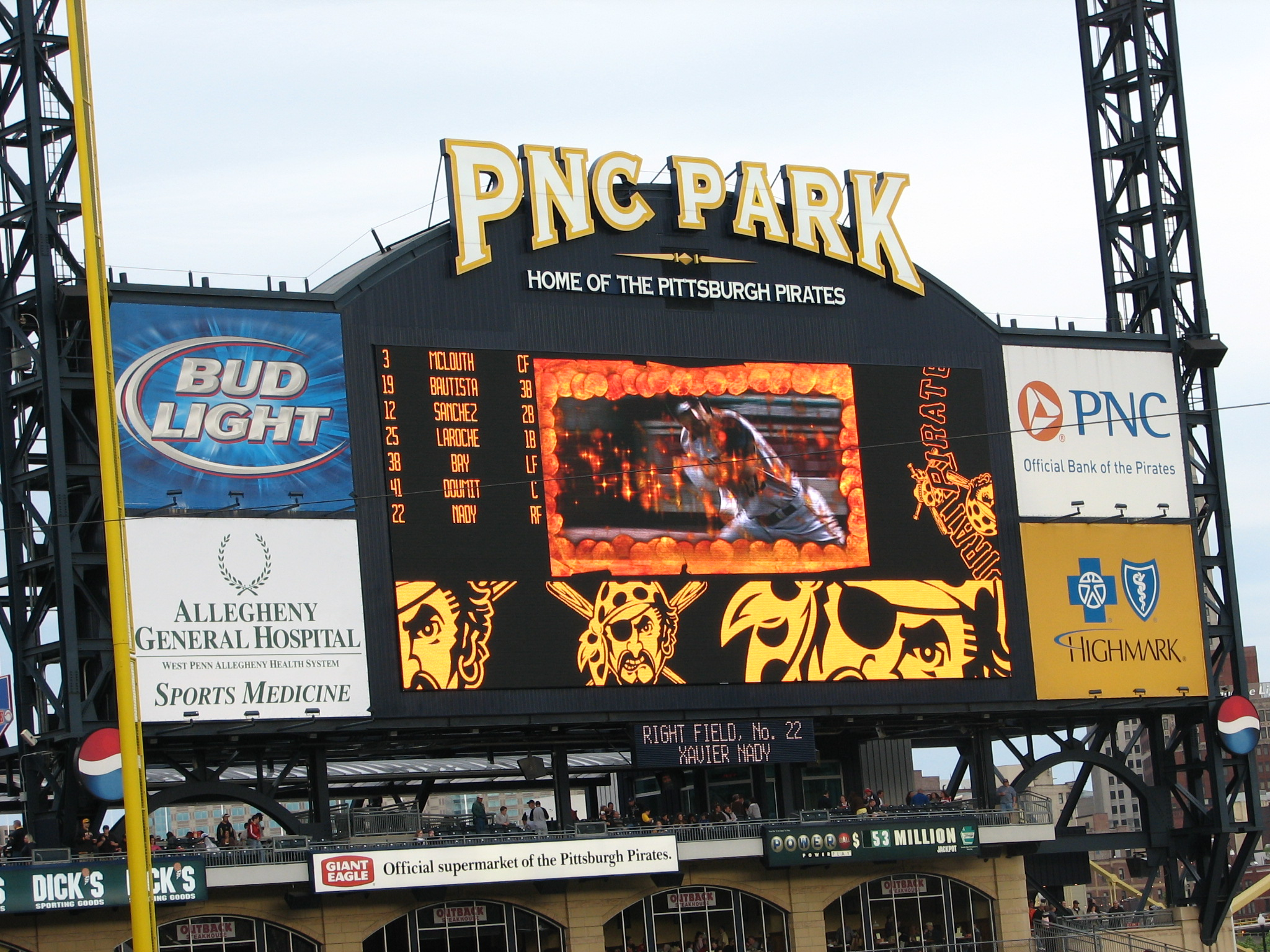
Tableau d'affichage
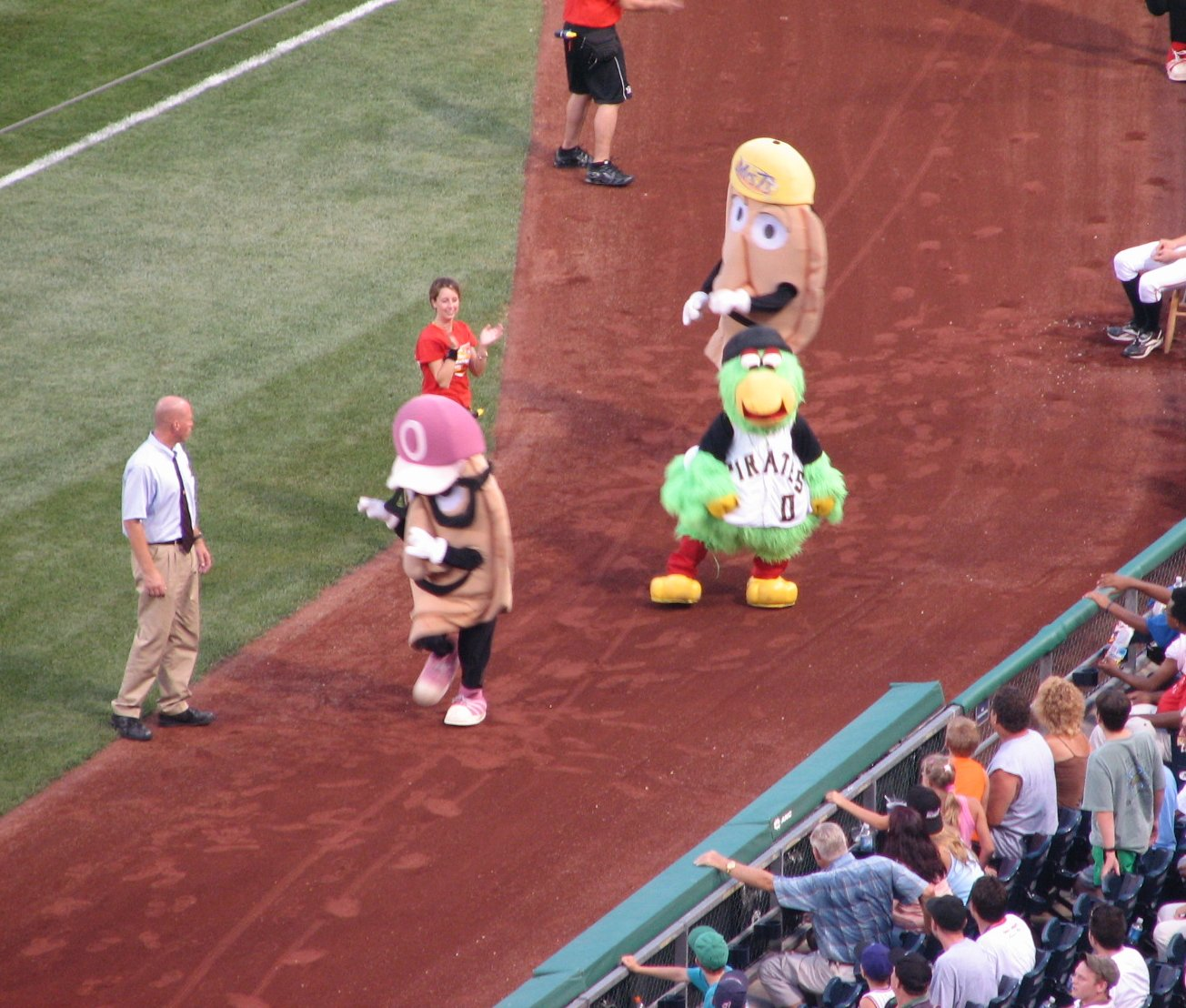
Pierogie race
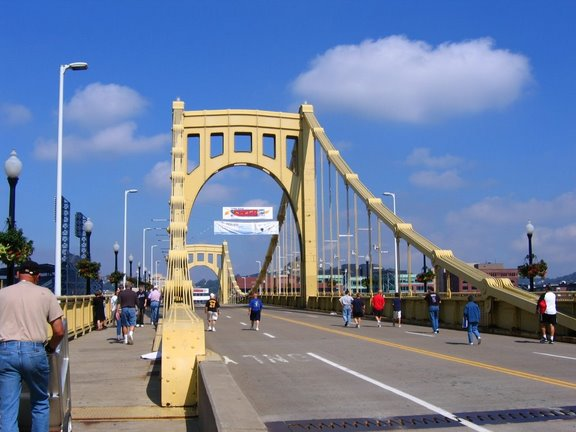
Roberto Clemente Bridge